# Деревенька (Теплогорский сельсовет)
Деревенька — деревня в Великоустюгском районе Вологодской области.
Входит в состав Теплогорского сельского поселения, с точки зрения административно-территориального деления — в Теплогорский сельсовет.
Расстояние по автодороге до районного центра Великого Устюга — 65 км, до центра муниципального образования Теплогорья — 5 км. Ближайшие населённые пункты — Еремеево, Лукина Гора, Конаново.
По переписи 2002 года население — 4 человека.